# عبد الله جزيلان
عبد الله قائد جزيلان عسكري يمني و نائب رئيس مجلس قيادة الثورة الأسبق، ولد في مدينة تعز عام 1936 م من ابناء محافظة الجوف _برط العنان ودرس القرآن الكريم بمدرسة الاحمدية، وكان ضمن طلبة البعثة الطلابية الذين سافروا إلى لبنان 1947م؛ لإكمال الدراسة الابتدائية.
في عام 1949م انتقل مع زملائه إلى جمهورية مصر العربية وأكمل دراسته الثانوية في مدينة بني سويف ، ثم التحق بالكلية الحربية بالقاهرة التي تخرج منها عام 1955م،

## المهام و المناصب
- بعد عودته إلى الوطن في العام 1956م التحق بالكلية الحربية، وعين أركان حربا لها ثم مديرا لمدرسة الأسلحة.
- قاد حملة للدفاع عن مدينة البيضاء، ثم عيّن مديرًا للكلية الحربية ومدرسة الأسلحة.
- بعد قيام الثورة و إعلان الجمهورية ؛
- نائباً لرئيس مجلس قيادة الثورة ووزيرا للحربية
عيّن رئيسًا لأركان حرب القوات المسلحة، ثم وزيرًا للحربية، ثم نائبًا لرئيس مجلس الوزراء لشئون الاقتصاد والخزانة ووزيرًا للزراعة، ثم نائبًا لرئيس الجمهورية، ونائبًا للقائد الأعلى
- رفض نتائج مؤتمر الخرطوم والتي كان منها مشاركة الملكيين في التشكيلة الحكومية فأعتزل السياسة و غادر إلى مصر و بقى فيها حتى توفي.

## مؤلفات
صدر له العديد من الكتب والمؤلفات من بينها: التاريخ السري للثورة اليمنية و لمحات من ذكريات الطفولة ومقدمات ثورة اليمن .